# Cecilia Boldemann
Cecilia Boldemann, född 31 oktober 1948 i Lübeck, död 29 juni 2021 i Stockholms Oscars distrikt, Stockholm, var en svensk tvärvetenskaplig forskare och författare. Hon disputerade 2001 vid Karolinska Institutet i Stockholm på en avhandling om UV-strålningens påverkan bland den yngre befolkningen, och är docent i socialmedicin vid nämnda institut. Hon har även skrivit dokumentärromanen Tibastens sång om sin fars liv då han var tvångsinkallad till tyska armén under andra världskriget.
Boldemann var dotter till tonsättaren Laci Boldemann och dramatikern Karin Boldemann, född Katz, samt äldre syster till journalisten Marcus Boldemann. Hon är begravd på Skogskyrkogården i Stockholm.